# Долганская литература
Долга́нская литерату́ра — литература долган — тюркоязычного народа России. Все произведения написаны на долганском языке. В 1933 был опубликован букварь  на якутском языке для учебных заведений долган. Первая книга, напечатанная на долганском языке,— сборник стихотворений долганской поэтессы Огдо Аксёновой «Бараксан» (1973 год). О влиянии других культур на развитие долганского фольклора указывает в своих трудах А. А. Попов. По словам другого исследователя, Гурвича, в долганской литературе слились оленекские хосунные предания, русские сказки и эвенские рассказы. При этом заимствовались сюжет и способ интонирования с учётом северного быта. Так, в долганской эпическом фольклоре прослеживается тунгуско-иганасанский способ интонирования . Произведения долганской литературы (былины, предания), по некоторым сведениям, помогают в изучении истории и культуры этноса.

## Произведения
Наиболее известными произведениями долганской литературы являются сказки:
- Ворон и лебедь
- Война куропаток и щук
- Встреча двух братьев
- Заря
- Как появились галки
- О славном герое Хомус-богатыре
- Откуда пошли разные народы
- Почему лиса красная
- Предприимчивый бедняк
- Старик-рыбак и ворон
- Юноша-царь и дочь крестьянина